# Atletismo nos Jogos Olímpicos de Verão de 2020 - Salto em distância masculino
O evento do salto em distância (português brasileiro) ou salto em comprimento (português europeu) masculino nos Jogos Olímpicos de Verão de 2020 ocorreu entre os dias 31 de julho e 2 de agosto de 2021 no Estádio Olímpico. 31 atletas de 20 nações competiram.

## Formato
O evento continua a usar o formato de duas fases (eliminatórias e final) introduzido em 1952. Nas eliminatórias cada competidor teve direito a três saltos para atingir a distância de qualificação de 8,15 metros; se menos de 12 atletas conseguissem, os 12 melhores (incluindo todos os empatados) avançavam.
Na final, cada saltador teve direito a três saltos iniciais; os oito primeiros saltadores ao final da terceira rodada receberam três saltos adicionais para um total de seis, com o melhor a contar para o resultado final (os saltos da fase de qualificação não são considerados para a final).

## Calendário
Horário local (UTC +9)
| 31 de julho   | 2 de agosto |
| 19:10         | 10:20       |
| ------------- | ----------- |
| Eliminatórias | Final       |

## Medalhistas
| Ouro   | GRE Miltiadis Tentoglou    |
| Prata  | CUB Juan Miguel Echevarría |
| Bronze | CUB Maykel Massó           |

## Recordes
Antes desta competição, os recordes mundiais, olímpicos e regionais da prova eram os seguintes:
| Tipo | Atleta      | Marca  | Local            | Data                  |
| ---- | ----------- | ------ | ---------------- | --------------------- |
|      | Mike Powell | 8,95 m | Tóquio           | 30 de agosto de 1991  |
|      | Bob Beamon  | 8,90 m | Cidade do México | 18 de outubro de 1968 |

### Por região
| Região                             | Marca | Atleta                | Nação           |
| ---------------------------------- | ----- | --------------------- | --------------- |
| África                             | 8,65  | Luvo Manyonga         | África do Sul   |
| Ásia                               | 8,48  | Mohammed Al-Khuwalidi | Arábia Saudita  |
| Europa                             | 8,86  | Robert Emmiyan        | União Soviética |
| América do Norte, Central e Caribe | 8,95  | Mike Powell           | Estados Unidos  |
| Oceania                            | 8,54  | Mitchell Watt         | Austrália       |
| América do Sul                     | 8,73  | Irving Saladino       | Panamá          |

## Resultados

### Eliminatórias
Regra de qualificação: marca padrão de 8,15 m (Q) ou pelo menos os 12 melhores atletas (q) avançam a final.
| Pos. | Grupo | Atleta                 | CON                   | #1   | #2   | #3   | Marca | Notas |
| ---- | ----- | ---------------------- | --------------------- | ---- | ---- | ---- | ----- | ----- |
| 1    | B     | Juan Miguel Echevarría | CUB Cuba              | 8.50 | —    | —    | 8.50  | Q,    |
| 2    | B     | Miltiadis Tentoglou    | GRE Grécia            | 8.22 | —    | —    | 8.22  | Q     |
| 3    | A     | Yuki Hashioka          | JPN Japão             |      | 8.17 | —    | 8.17  | Q     |
| 4    | B     | Tajay Gayle            | JAM Jamaica           | x    | 6.72 | 8.14 | 8.14  | q     |
| 5    | A     | JuVaughn Harrison      | USA Estados Unidos    | 8.13 | 8.02 |      | 8.13  | q     |
| 6    | A     | Filippo Randazzo       | ITA Itália            | 8.10 | x    |      | 8.10  | q     |
| 7    | A     | Maykel Massó           | CUB Cuba              | 8.07 | 8.00 | 7.92 | 8.07  | q     |
| 8    | B     | Thobias Montler        | SWE Suécia            | 7.82 | x    | 8.01 | 8.01  | q     |
| 9    | B     | Eusebio Cáceres        | ESP Espanha           | 7.98 | 7.75 |      | 7.98  | q     |
| 10   | B     | Huang Changzhou        | CHN China             | 7.75 | 7.59 | 7.96 | 7.96  | q     |
| 10   | B     | Fabian Heinle          | GER Alemanha          | 7.80 | 7.96 | 7.84 | 7.96  | q     |
| 10   | B     | Kristian Pulli         | FIN Finlândia         | 7.71 | 7.96 | x    | 7.96  | q     |
| 13   | A     | Emiliano Lasa          | URU Uruguai           | 7.85 | 7.95 | 7.78 | 7.95  |       |
| 14   | A     | Henry Frayne           | AUS Austrália         | 7.82 | 7.82 | 7.93 | 7.93  |       |
| 15   | A     | Steffin McCarter       | USA Estados Unidos    | 7.69 | 7.81 | 7.92 | 7.92  |       |
| 16   | A     | Samory Fraga           | BRA Brasil            | 7.88 | x    | x    | 7.88  |       |
| 17   | B     | Gao Xinglong           | CHN China             | x    | 7.86 | 7.86 | 7.86  |       |
| 17   | A     | Izmir Smajlaj          | ALB Albânia           | 7.81 | 7.86 | x    | 7.86  |       |
| 19   | B     | Marquis Dendy          | USA Estados Unidos    | x    | 7.78 | 7.85 | 7.85  |       |
| 20   | A     | Wang Jianan            | CHN China             | 7.59 | 7.81 | 7.64 | 7.81  |       |
| 21   | A     | Carey McLeod           | JAM Jamaica           | x    | 7.75 | 7.36 | 7.75  |       |
| 22   | B     | Ruswahl Samaai         | RSA África do Sul     | 7.70 | 7.74 | x    | 7.74  |       |
| 23   | A     | Shotaro Shiroyama      | JPN Japão             | 6.24 | 7.70 | x    | 7.70  |       |
| 24   | B     | Murali Sreeshankar     | IND Índia             | 7.69 | 7.51 | 7.43 | 7.69  |       |
| 24   | B     | Lester Lescay          | CUB Cuba              | 7.69 | x    | 7.63 | 7.69  |       |
| 26   | B     | Hibiki Tsuha           | JPN Japão             | 7.52 | 7.61 | 7.55 | 7.61  |       |
| 27   | A     | Vladyslav Mazur        | UKR Ucrânia           | 7.60 | 7.54 | 7.58 | 7.60  |       |
| 28   | A     | Bachana Khorava        | GEO Geórgia           | 7.41 | 7.35 | 7.17 | 7.41  |       |
| 29   | B     | Alexsandro Melo        | BRA Brasil            | x    | x    | 6.95 | 6.95  |       |
| —    | A     | Augustin Bey           | FRA França            | x    | x    | x    | —     | NM    |
| —    | A     | Cheswill Johnson       | RSA África do Sul     | x    | x    | x    | —     | NM    |
| —    | B     | Andwuelle Wright       | TTO Trinidad e Tobago | —    | —    | —    | —     | DNS   |

### Final
A final foi disputada em 2 de agosto, às 10:20 locais.
| Pos.              | Atleta                 | CON                | #1   | #2   | #3   | #4   | #5   | #6   | Marca | Notas                      |
| ----------------- | ---------------------- | ------------------ | ---- | ---- | ---- | ---- | ---- | ---- | ----- | -------------------------- |
| Medalha de ouro   | Miltiadis Tentoglou    | GRE Grécia         | 8.11 | x    | x    | 8.10 | 8.15 | 8.41 | 8.41  | Segundo melhor salto: 8.15 |
| Medalha de prata  | Juan Miguel Echevarría | CUB Cuba           | 8.09 | x    | 8.41 | 6.71 | —    | x    | 8.41  | Segundo melhor salto: 8.09 |
| Medalha de bronze | Maykel Massó           | CUB Cuba           | 8.21 | 8.05 | —    | —    | —    | —    | 8.21  |                            |
| 4                 | Eusebio Cáceres        | ESP Espanha        | 7.96 | 8.09 | x    | x    | 8.12 | 8.18 | 8.18  | Recorde da temporada       |
| 5                 | JuVaughn Harrison      | USA Estados Unidos | 7.57 | 7.70 | 7.96 | 7.87 | 8.15 | 7.49 | 8.15  |                            |
| 6                 | Yuki Hashioka          | JPN Japão          | x    | 7.95 | 7.97 | x    | 7.94 | 8.10 | 8.10  |                            |
| 7                 | Thobias Montler        | SWE Suécia         | 8.08 | 7.93 | x    | 8.05 | x    | x    | 8.08  |                            |
| 8                 | Filippo Randazzo       | ITA Itália         | x    | 7.99 | x    | x    | 7.88 | x    | 7.99  |                            |
| 9                 | Kristian Pulli         | FIN Finlândia      | 7.85 | 7.92 | 7.88 | —    | —    | —    | 7.92  |                            |
| 10                | Huang Changzhou        | CHN China          | x    | 7.50 | 7.72 | —    | —    | —    | 7.72  |                            |
| 11                | Tajay Gayle            | JAM Jamaica        | x    | x    | 7.69 | —    | —    | —    | 7.69  |                            |
| 12                | Fabian Heinle          | GER Alemanha       | 5.18 | 7.57 | 7.62 | —    | —    | —    | 7.62  |                            |

Legenda
| Recorde mundial      | Recorde mundial (World record)               |                       | Recorde africano                      | Recorde africano (African) |                                           | Q | Classificado por posição (Qualified) |
| Recorde olímpico     | Recorde olímpico (Olympic record)            | Recorde da América    | Recorde da América (Americas)         | q                          | Classificado por melhor tempo (Qualified) |   |                                      |
| Melhor marca do ano  | Melhor marca do ano (World leading)          | Recorde asiático      | Recorde asiático (Asian)              | DNS                        | Não largou (Did not start)                |   |                                      |
| Recorde nacional     | Recorde nacional (National record)           | Recorde europeu       | Recorde europeu (European)            | DNF                        | Não terminou (Did not finish)             |   |                                      |
| Recorde pessoal      | Recorde pessoal do atleta (Personal best)    | Recorde da Oceania    | Recorde da Oceania (Oceania)          | DSQ / DQ                   | Desclassificado (Disqualified)            |   |                                      |
| Recorde da temporada | Recorde da temporada do atleta (Season best) | Recorde sul-americano | Recorde sul-americano (South America) | NM                         | Sem marca (No mark)                       |   |                                      |